# Свято деревонасадження
Свято деревонасадження (рос. Праздник древонасаждения) — святкові заходи, присвячені озелененню міста Ростова-на-Дону, вперше відбулися 1910 року.

## Історія
Перше свято деревонасадження було проведено в Ростові-на-Дону 7 квітня 1910 року з ініціативи міського Товариства садівників. Розроблений план заходу — посадок зелених насаджень та порядок святкової ходи вулицями міста — були заздалегідь опубліковані в міській печатці. Головне управління землеустрою та землеробства безкоштовно відпустило учасникам свята необхідний посадковий матеріал та садовий інвентар.
Раду з організації свята очолив Григорій Христофорович Бахчисарайцев — голова товариства садівництва, редактор ростовського журналу «Садовод». До його ініціативи приєдналися впливові особистості Ростова-на-Дону — градоначальник І. Н. Зворикін, міський голова Є. Н. Хмельницький, власники торгових будинків Кістов та Рамм, композитор М. Гнесін та інші. У фонд свята надійшли численні пожертви від його піклувальників.
У день свята, з 8 години ранку, його учасники почали збиратися неподалік від нинішньої Ростовської консерваторії, звідки по Таганрозькому проспекту (нині проспект Будьоновський) організованою колоною попрямували на околицю міста, в сторону Нового поселення. Колона ходи була прикрашена прапорами, транспарантами, макетами з монументальним живописом та створеними з цієї нагоди композиціями (пересувними конструкціями).
За підсумками виконаної роботи ростовці в той день посадили 10 000 дерев, після чого їм запропонували частування з чаєм. У додатку до журналу «Садовод» було написано:

«У 1910 році було покладено початок деревонасадженнями. Влаштоване 7 квітня весняне свято мало великий моральний успіх, викликавши небувале пожвавлення серед учнівської молоді та суспільства. Нічого такого, що нагадувало собою цю феєричну красу ходи дітей, що потопали у квітах та яскравих тканинах, в Ростові не бачили, і довго ще, цілі місяці не вщухали захоплені розповіді містян про чудесне свято на честь весни».

Друге свято деревонасадження відбулося 21 квітня 1911 року і проведене з не меншим розмахом. Хода центральними вулицями Ростова відкрилася під звуки оркестру. Попереду всіх у відкритому екіпажі їхав градоначальник Іван Зворикін, одразу за ним свита, верхи на білих конях прикрашених квітами. Далі слідував загін велосипедистів набраних та навчених студентом А. П. Ковальовим, за яким марширувала колона учнів з прапорами та транспарантами. На місці садово-паркових робіт Зворикін виголосив промову, де сказав:

«Прошу дивитися на це свято, як не на звичайне, тому, що деревонасадження має велике та державне значення».

Третє свято відбулося в 1913. До цієї події з Жеребківського лісництва Херсонської губернії були доставлені саджанці в кількості 60 тисяч штук: 25000 — акацій, 30 тисяч клена, 5000 — гледичії. Міжнародна компанія жнивних машин в Америці в особі свого директора пана Циммермана погодилася на прохання комітету та безоплатно справила переорювання всієї посадкової площі паровим плугом.
Свято пройшло масштабніше й урочистіше попередніх і було відзначене Російським імператором.

### Теперішній час
7 квітня 2010 в Ростові-на-Дону біля пам'ятника А. П. Чехову, на перетині вулиць Пушкінської та Чехова — відбулася церемонія, присвячена 100-річчю свята древонасаждения в донський столиці. Ініціатором проведення першого в сучасній історії свята деревонасадження став генеральний директор компанії «Титул» Євген Геннадійович Сосницький. Була закладена невелика вишнева алея, а організацію красивого весняного свята вирішено було зробити традицією.
Такі свята відбулися в 2011, 2012 та 2013 роках.
2013 року місцем свята став студентський парк ДДТУ. 20 квітня тут зібралося більше 2000 осіб і спільними силами було висаджено близько 500 дерев.
З цього року свято стало відзначатися не лише в Ростові-на-Дону, а й в інших містах Ростовської області.

## В інших країнах
Цікаво, що в США це свято також відмічається, причому вперше воно було проведено ще 1874 року, і з того часу організується щороку в останню п'ятницю квітня. Ідея свята належала Д. Стерлінгу Мортону — адміністратору штату Небраска, який згодом займав пост міністра землеробства США.
Метою цього свята є пропаганда посадки дерев, залісення територій та прикраса рідних місць. До проведення Свята деревонасадження підключаються дитячі організації, Нью-йоркське товариство дитячих садів та кімнатних рослин. Його керівники роздають дітям саджанці квітів, а потім восени нагороджують тих, хто виростив найкращу квітку.